# Perpetuum mobile (muzyka)
Perpetuum mobile, moto perpetuo – krótka forma muzyczna skomponowana tak, że nie ma wyraźnego początku ani zakończenia i może być powtarzana bez przerwy. Utrzymane jest w bardzo szybkim tempie i charakteryzuje się równomiernym ruchem rytmicznym. Nazwę perpetuum mobile wprowadził Niccolò Paganini (w op. 11). Także Lot trzmiela Nikołaja Rimskiego-Korsakowa ma charakter zbliżony do perpetuum mobile.